# Elephantopus spicatus
Elephantopus spicatus là một loài thực vật có hoa trong họ Cúc. Loài này được B.Juss. ex Aubl. mô tả khoa học đầu tiên năm 1775.